# 만방 (디지털 미디어 플레이어)

만방은 북한의 조선중앙방송위원회에서 발행한 국영 디지털 미디어 플레이어 시리즈로, 채널 형태로 OTT 콘텐츠를 제공한다. 서방에서는 넷플릭스, 로쿠 같은 스트리밍 플랫폼과 북한에서 중국산 노텔 플레이어의 인기에 맞춰 만들어졌다.
'어디서나'라는 뜻의 만방은 평양시, 신의주시, 사리원시의 시민만 이용할 수 있다. 북한의 고립주의로 인해 사용자들은 인터넷이 아닌 IPTV 프로토콜을 사용해 국가가 통제하는 인트라넷을 통해 서비스에 접속한다. 현재 사용되는 기술이 IPTV인지 VOD인지 말하기는 어렵지만 설명에 따르면 두 가지가 혼합되어 있다.
이 장치는 별도의 상자를 통해 작동하는 인터넷 프로토콜 텔레비전이다. 시스템은 먼저 모뎀에 연결한 다음 전화선에 연결해야 하는 셋톱박스로 제공된다. 박스는 HDMI 케이블을 통해 TV에 연결할 수 있다.